# Naasioi
Naasioi (auch Nasioi, Kieta, Kieta Talk, Aunge) ist eine Gruppe von Ostpapuasprachen die in den Distrikten Kieta und Buin in der autonomen Region Bougainville von Papua-Neuguinea gesprochen werden.

## Einzelsprachen
- Koromira (1.562 1990 SIL)
- Lantanai (300 1990 SIL)
- Naasioi (10.000 1990 SIL)
- Oune (1.900 1990 SIL)
- Sibe (5.000 1975 SIL – diese Sprache wird als einzige der hier aufgeführten nicht im Kieta-, sondern im Buin-Distrikt gesprochen)
- Simeku (1.898 1980 SIL)

## Naasioi-Einzelsprache
Eine der Sprachen der Gruppe trägt ebenfalls den Namen Naasioi. Ihr Verbreitungsgebiet geht von der südöstlichen Küste bis ins bergige Inland hinein. Die Sprache wird von ca. 10.000 Menschen als Muttersprache beherrscht.

### Grammatik und Verschriftlichung
SOV.
Teile der Bibel sind in Naasioi übersetzt und über fünfzig Prozent der muttersprachlichen Sprecher können in ihrer Muttersprache lesen und schreiben.